# Modell äldre

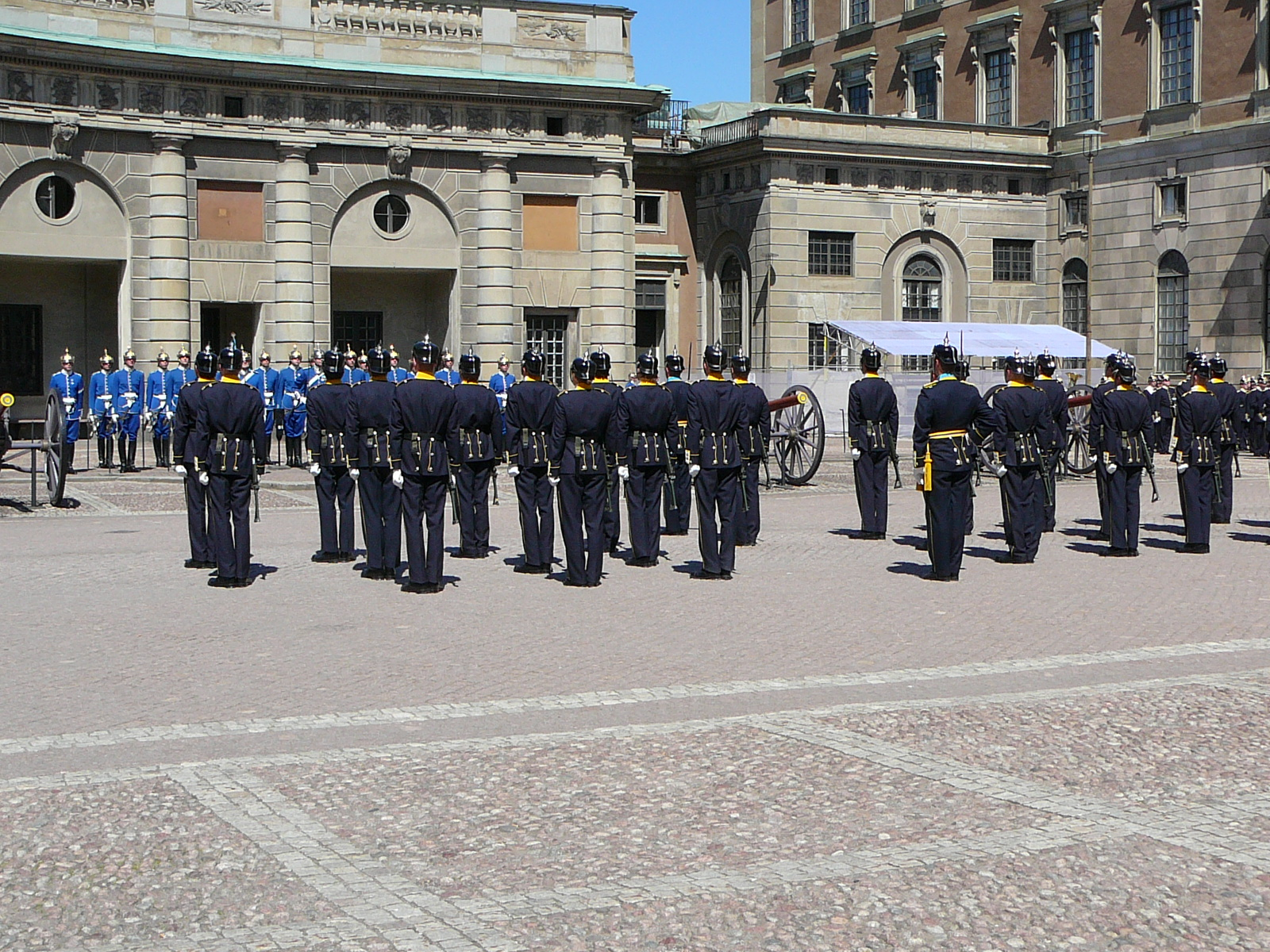
Högvakt - Gardesbataljonen avlöser dragonbataljonen, Livgardet använder fortfarande m/ä i samband med högvakt och annan statsceremoniell verksamhet

Modell äldre eller m/ä är samlingsbenämningen på alla uniformspersedlar som tagits fram före den för armén 1906 fastställda enhetsuniformen. Idag avses oftast uniform m/1886 för Infanteriet och uniform m/1895 för Kavalleriet och Trängkåren.

## Historia
Under 1800-talet genomgick de olika regementenas uniformer en flitig utveckling. Så till exempel fastställdes Svea- och Göta gardes uniformer m/1845, artilleriets m/1873, intendenturkårens m/1880, huvuddelen av infanteriregementenas uniformer m/1886, kavalleriets m/1895, men därtill tillkom en mängd förändringar och modifieringar under tidens lopp.
Det taktiska uppträdandet på stridsfältet på den tiden krävde att man skulle kunna skilja de olika regementena åt. Därför gjordes de olika förbandens uniformer olika beträffande färger, utformning och detaljer. Uniformstyget växlade i färg och husarer bar dolma medan artillerister bar attila. Färger på kragar och ärmuppslag liksom revärerna på byxorna varierade. Med det förändrade stridssättet, främst uppenbarat i samband med boerkrigen, då kakiklädda boerkrigare i skydd av sin klädsel kunde ägna sig åt prickskytte på de brittiska rödklädda soldaterna, kom uniformerna att ändra karaktär. När modernare uniformer infördes under 1900-talet uppkom benämningen "modell äldre" för alla äldre plagg som egentligen ersatts, men som fortfarande fanns kvar inom försvarsmakten.

## Användning
Tanken var att avskaffa dessa äldre plagg i samband med införandet av enhetsuniform m/1906 (vilken egentligen bara hunnit levereras till ett fåtal förband innan enhetsuniformen m/1910 infördes)  – de kom dock att kvarstå tills de var utslitna. Resultatet blev att de allra flesta regementena hade äldre plagg, kallade m/ä, som basuniform ända in på 20- och 30-talen samt att man blandade gamla och nya uniformer. Exempelvis kunde man bära vapenrock m/1910 samtidigt som man hade ridbyxor m/1895. 
Officiellt avvecklades uniform m/ä den 1 april 1966, med undantag för modeller I 1 och K 1. Vid Arméns Musikpluton infördes 1985 uniformer m/ä av Svea livgardes snitt och vid slutet av 1980-talet togs en egen musikparaddräkt fram, med förebild från Göta livgardes m/ä. 1994 togs ett nytt uniformsreglemente för m/ä fram, vilket innebar möjlighet även för andra förband att bruka uniformen i högtidliga sammanhang, samtidigt som ett tydligare reglemente kring uniformernas bruk infördes.
Idag används m/ä av Livgardet (LG) vid högvakt, statsbesök, korteger och annan statsceremoniell verksamhet. Dessutom bär även samtliga av den svenska arméns musikkårer m/ä.
Många av de detaljer som avskaffats under 1900-talet har sedan kommit att återinföras på senare år, exempelvis plymen och epåletterna. 

## Persedlar

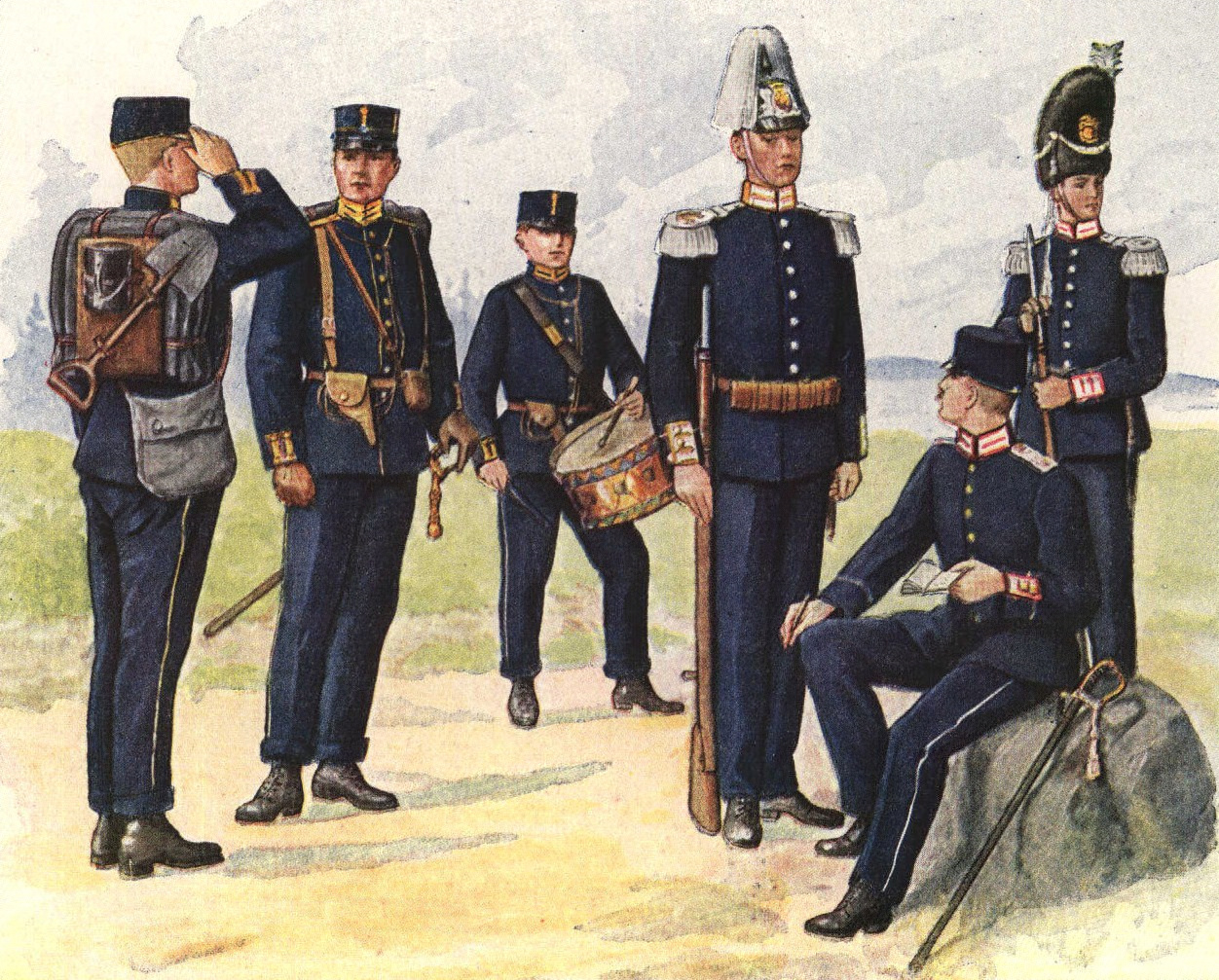
Infanteri iklätt m/ä, från vänster: 1. Menig, fältdräkt. 2. Underlöjtnant (fänrik), fältdräkt. 3. Trumslagare. 4. Menig vid Svea livgarde, stor parad. 5. Sergeant vid Första livgrenadjärregementet, daglig dräkt. 6. Menig vid Göta livgarde, parad, björnskinnsmössa.

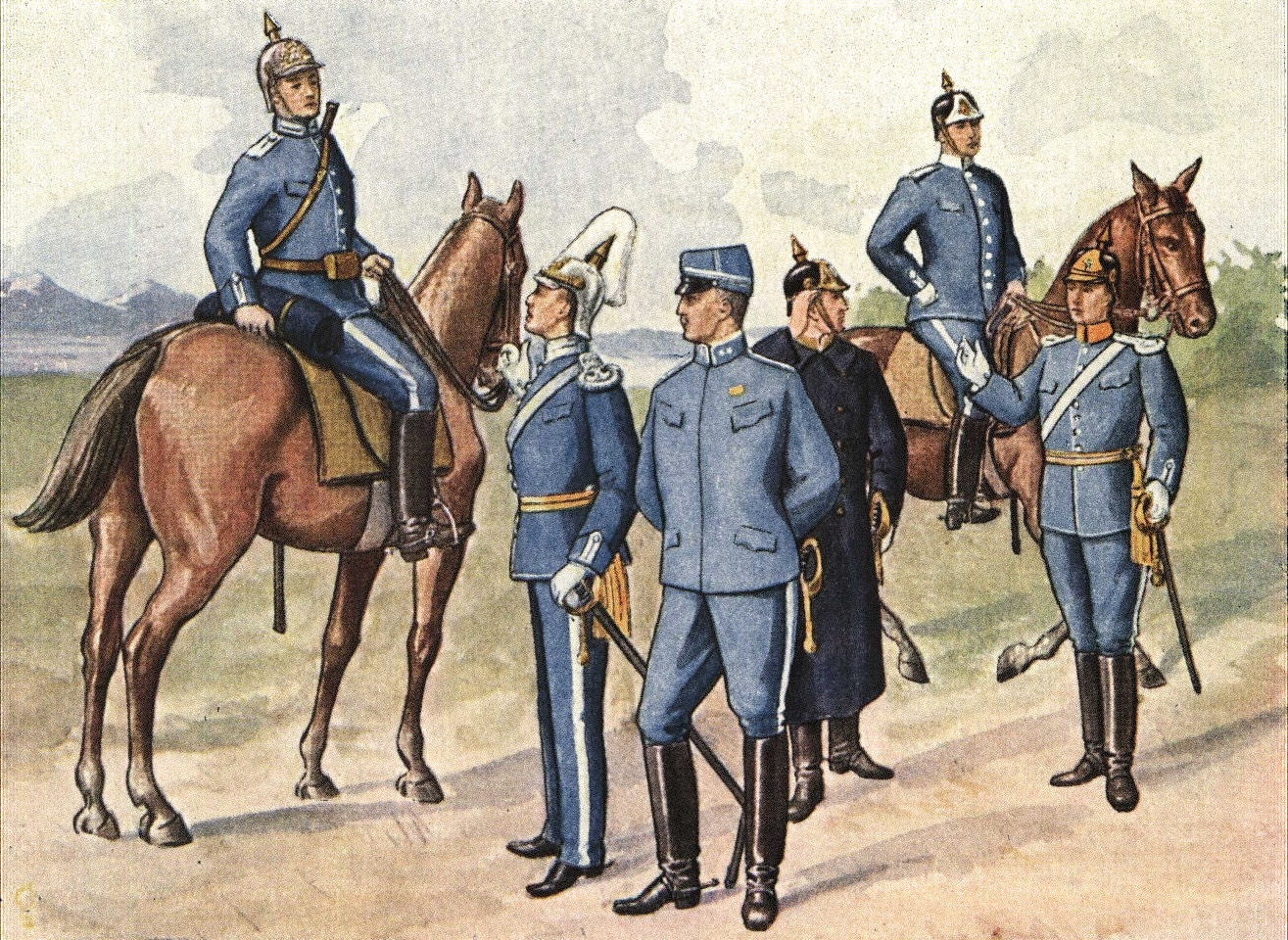
M/ä för Livgardet till häst och dragonregementena, från vänster: 1. Menig vid Livgardet till häst, ordonnans, exercismundering. 2. Ryttmästare vid Livgardet till häst, stor paraddräkt utom tjänsten. 3. Överstelöjtnant vid Livregementets dragoner, daglig dräkt, kollett. 4. Menig vid Skånska dragonregementet, liten parad, kappa. 5. Menig vid Livregementets dragoner, ordonnans, liten parad. 6. Kompaniofficer vid Norrlands dragonregemente, liten parad

Nedan följer de uniformspersedlar som än idag brukas under benämningen m/ä.

### Livplagg
- Vapenrock m/1886
- Vapenrock m/1895
- Kollett m/1871

### Kappor
- Kappa m/1886
- Syrtut m/1829-1854
- Bigesch m/1858

Syrtut och Bigesch räknas till Livplagg men fick även bäras som kappa.

### Byxor
- Ridbyxor m/1895

### Huvudbonader
- Hjälm m/1879-1900-1928
- Kask m/1887
- Plym m/1887
- Grenadjärmössa m/1823-1824
- Mössa m/1865

### Skor & dylikt
- Skor m/1897
- Ridstövlar m/1898

### Skärp
- Skärp m/1817
- Skärp m/1819-1829

### Sabelkoppel
- Sabelkoppel m/1845

### Gradbeteckningar
- Axelklaff m/1895-1899
- Epålett m/1794-1895
- Epålett m/1804-1895

### Remtygspersedlar
- Kartuschlåda m/1847
- Kartuschlåda m/1895
- Sabel m/1893
- Sabel m/1899
- Portepé m/1797
- Dagbricka m/1799

### Fotnoter
1. ↑  Uniformer m/ä - förr och nu, Christian Braunstein i Armémuseums årsbok 1997
2. ↑  K1 1928-2000 Del 1, Kungliga Livgardets Dragoners Historiekommitté, Nordsik Form AB, Bengt Wallerfelt (Redaktör), Christian Braunstein (Bildredaktör) ISBN 91-631-04-34-2